# Sepasitik
Sepasitik est une île d'Estonie en mer Baltique.

## Géographie
Située au sud-est de Vilsandi, elle fait partie du parc national de Vilsandi. 